# 扇愛奈
扇 愛奈（おうぎ あいな、1985年7月4日 - ）は、日本のシンガーソングライター。神奈川県藤沢市出身。女性。

## 経歴

### デビュー前
立教女学院で小、中学校と私立の女子校生活を送るが、校則が厳しく自由に音楽活動ができなかったため、親の反対を押し切ってエスカレーター式の高校推薦を蹴って、別の高校を受験。入学した青山学院高等部では同級生である桑田佳祐の長男と組んでのロックバンドやコミックバンド、さらには聖歌隊などにも入るなど、音楽にのめりこんでいった。同時期、ネットの有名音楽サイトにも自作曲を発表するようになり、数千曲中軒並みトップ10に入り話題となった。
その後、バンド活動と平行してシンガーソングライターとして本格的に音楽活動をスタートさせ、曲作りに励む中、送った一本のデモテープがきっかけとなりメジャーデビューが決定する。

### メジャーデビュー
2005年
- 8月24日、デビュー・ミニアルバム『扇愛奈入ります。』でビクターエンタテインメントよりデビュー[注 2]。

2006年
- 1月1日、1stシングル『輪廻』をリリース。『THE JUON』で日本人監督として初の全米NO.1を獲得した清水崇監督の映画『輪廻』の主題歌に起用される。オリコン最高位76位ながらも、この曲の着うた、着メロ、携帯・WEB上からのダウンロードは各ランキングで軒並みベスト10に入るなど上位をキープし続けた。
- 2月1日、2ndシングル『レトルト』をリリース。
- 3月8日、1stフルアルバム『ニッポンの150cm』をリリース。『輪廻』『レトルト』と続く3ヶ月連続の発売。
- 9月21日、シングル『レベルアップ』をリリース。お笑いコンビのハリセンボンをプロモーションビデオに起用、発売前から話題を集める。

2007年
- この頃からライブメンバーを『扇愛奈とザ・セクターズ』として固定[注 3]。
- 2月17日公開の映画「キャプテントキオ」のサウンドトラック『キャプテントキオ -SOUND AND MUSIC ALBUM -』（スピードスターレコード）に参加[1]。挿入歌「間違いだらけの歌」と「コミック雑誌なんか要らない」で、頭脳警察の楽曲をカバー。自分自身が作詞作曲を手掛けない楽曲を歌うのは初めてのことだった[注 4]。
- 6月20日、ミニアルバム『海鳴りライダー』をリリース。オリジナルの他に頭脳警察の「コミック雑誌なんか要らない」とプリンセス プリンセスの「Diamonds」のカバーも収録。

2008年
- 5月からBS日テレのボウリング番組『ボウリング革命 P★League』に主題歌として新曲「主役！現る」がオンエア開始される。

2009年
- 6月24日、ニューアルバム「ハッキン・チューニン」リリース[注 5]。

2010年
- 3月、バンド「ジ・アジナーズ」を結成。精力的にライブ活動を展開する。また、バンド活動と並行して本人曰く「弾き叫び」のソロライブも数多くこなす。

2011年
- 3月、「ジ・アジナーズ」としての1stミニアルバム「AGICTED-AGITATION」を発売。

2012年
- 4月、「ジ・アジナーズ」としての2ndミニアルバム「マイクロマティクス」を発売[注 6]。

2013年
- 4月、「ジ・アジナーズ」解散
- 5月、新バンド「扇愛奈とFoo-Shah-Zoo」（フー・シャー・ズー）結成を発表。

2014年
- 6月25日、「扇愛奈とFoo-Shah-Zoo」としての1stアルバム『絶景』をリリース[2]。

2017年
- 11月11日、ピアノ弾き叫びアルバム「ひきさけびのブルース」発売

「ひきこもりのブルース」や「江ノ島かすか」など9曲を収録。独特の世界を展開している。
2019年
- 8月25日、ライブ活動を共にしていたロックドラマーKANNAとの2ピースユニット「AINAKANNA（アイナカンナ）としての初アルバム「東雲プレリュード」をリリースし全国ツアー開始。

　収録曲「逆襲プレリュード」が2019年11月に開催のプロボウリングトーナメント公式戦「全卸連プレゼンツ　JPBA☆SSSカップ」の公式テーマ曲に抜擢され、決勝戦前にレーン上でライブを行いテレビ中継もされる。

## 人物
- 好きなアーティストは椎名林檎、桑田佳祐、THEE MICHELLE GUN ELEPHANT[1]。
- 好きなマンガ家は鳥山明、うすた京介、岡田あーみん、浦沢直樹[1]。
- 趣味はネットサーフィン・哺乳類を愛でること・冒険、特技は反復横とび[1]。
- 使用楽器はギターとピアノとキーボード。
- 父はフリーアナウンサーで元文化放送アナウンサーの扇一平。

## バンド

### 扇愛奈とザ・セクターズ
- 扇愛奈 - Vocal & Guitar
- 杉本恭一 (La-ppisch) - Guitar
- 内田雄一郎（筋肉少女帯） - Bass
- 矢野一成（La-ppischや長渕剛などのサポート） - Drums

### ジ・アジナーズ
- 扇愛奈 - Vocal & Guitar
- 上津原華子 - Bass & Chorus
- 新関沙織 - Drums & Chorus

### 扇愛奈とFoo-Shah-Zoo（フー・シャー・ズー）
- 扇愛奈 - Vocal & Guitar
- 本城聡章（筋肉少女帯） - Guitar
- 内田雄一郎（筋肉少女帯） - Bass
- 河塚篤史 (NESS) - Drums

## エピソード
- 『輪廻』の主題歌「輪廻」は『呪怨』で日本人として初めて全米No.1を獲得した清水崇監督が、当初は主題歌は使用しない意向だったのだが、『扇愛奈入ります。』の楽曲を聞いて扇の歌を気に入り、彼女に主題歌の制作を依頼したのが始まりだった。完成予定日まであとわずかしかなく、扇に与えられた制作日数はわずか3日だった。しかし一度は突き返されたものの扇は予定日数で作り上げ、清水監督と一瀬プロデューサーの大満足の楽曲が出来上がった。清水監督はレコーディングに立ち会うほどの惚れ込みようで、「根気強く要求に向き合う彼女の姿勢に、最終的に出来上がった現在の曲には大満足」などというコメントを新聞などのメディアに発表している。
- CDのジャケットには、扇愛奈をイメージしたギター少女が人気イラストレーターによって描かれているものがある。『扇愛奈入ります。』では綿矢りさのデビュー作『インストール』のカバーイラストなどを手がけた黒瀧顕が、『輪廻』では海外からトム・バーウィックが、『レトルト』ではイラストレーターのしまおまほがそれぞれ担当している。
- 3rdシングル『レベルアップ』のプロモーションビデオではお笑いコンビのハリセンボンを起用している。これはタイトルの通り、今後大きくレベルアップして羽ばたきそうな若手芸人とのコラボレートを検討していたときに、扇本人からのリクエストで決定したものである。
- 2012年にはデビュー当初から扇のレコーディングでギターで参加していた杉本恭一（La-ppisch)のライブサポートやレコーディングでピアノを弾いたり、2013年には水戸華之介（アンジー）のレコーディングにピアノで1曲参加、大槻ケンヂのソロライブにゲストで参加するなどベテランとの親交も深く、近年はピアノ弾き叫びで鍛えたその激しく、独特なプレイスタイルが認められて来ている。
- 2013年にリニューアルされたオフィシャルウェブサイトは扇自身による手作り。

## ディスコグラフィー

### シングル
|     | リリース日    | タイトル     | 規格 | 販売生産番号 | 収録アルバム    |
| 1st | 2006年1月1日  | 輪廻         | CD   | VICL-35930   | ニッポンの150cm |
| 2nd | 2006年2月1日  | レトルト     | CD   | VICL-35944   | ニッポンの150cm |
| 3rd | 2006年9月21日 | レベルアップ | CD   | VICL-36148   | 海鳴りライダー  |

### アルバム
|                  | リリース日    | タイトル             | 規格 | 販売生産番号 |
| Debut Mini Album | 2005年8月24日 | 扇愛奈入ります。     | CD   | VICL-361716  |
| 1st Album        | 2006年3月8日  | ニッポンの150cm      | CD   | VICL-61873   |
| 2nd Mini Album   | 2007年6月20日 | 海鳴りライダー       | CD   | VICL-62415   |
| 4th Album        | 2009年6月24日 | ハッキン・チューニン | CD   | DQC-249      |

### ジ・アジナーズ
| 1st Mini Album | 2011年3月08日 | AGICTED-AGITATION  | CD |
| 2nd Mini Album | 2012年4月12日 | マイクロマティクス | CD |

### 扇愛奈とFoo-Shah-Zoo
|           | リリース日    | タイトル | 規格 | 販売生産番号 |
| 1st Album | 2014年6月25日 | 絶景     | CD   | DDCH-2345    |

### 参加作品
1. キャプテントキオ -SOUND AND MUSIC ALBUM（2007年2月17日、VICL-62249）
  - 「コミック雑誌なんか要らない」「間違いだらけの歌」カバー収録
2. 筋肉少女帯「THE SHOW MUST GO ON」（2014年10月8日）
  - ゲストコーラス
3. 筋肉少女帯「混ぜるな危険」（2015年8月5日）
  - ゲストコーラス
4. 筋肉少女帯「おまけのいちにち（闘いの日々）」（2015年10月7日）
  - ゲストコーラス
5. 筋肉少女帯「Future!」（2017年10月25日）
  - ゲストコーラス

## 出演

### ラジオ
| 放送局                                                       | 番組名  | 放送時間 | 放送期間                      |
| ------------------------------------------------------------ | ------- | -------- | ----------------------------- |
| 扇愛奈のロック番付（『The Nutty Radio Show 鬼玉』内）        | NACK5   |          | 2006年10月5日 - 12月27日      |
| 扇愛奈の伊達ロックス（『Mega☆Rocks』内）                     | Date fm |          | 2006年10月7日 - 2007年3月31日 |
| 扇愛奈の 続・ロック番付！（『The Nutty Radio Show 鬼玉』内） | NACK5   |          | 2007年4月4日 - 6月27日        |

## ミュージックビデオ
| 監督       | 曲名               |
| ---------- | ------------------ |
| 今井俊彦   | 「レベルアップ」   |
| 大坪草次郎 | 「レトルト」       |
| 高城昭久   | 「スタンプラリー」 |
| 竹内鉄郎   | 「輪廻」           |

## 主なライブ
- 2005年10月21日 - MINAMI WHEEL 2005
- 2006年10月07日 - MINAMI WHEEL 2006
- 2013年02月09日 - ふわ(o・v・o)ライブ「それわさびと合うと思うなもし合わなかったときだけ電話ください」
- 2013年06月29日 - ふわ(o・v・o)ライブ「じぶんより大きな生きものがいないこと気付いたときのくじらのコメント」
- 2013年07月19日 - CLUB Que 夏ノ陣 2013 ～RETURN TO NATURAL VS SPECIAL～
- 2014年02月06日 - 「ReWrite Your Heart」@千葉県柏Thumb Up
- 2014年09月27日 - 五十路だよ!フーシャーショー!
- 2014年10月11日 - ウタノコリ～そろりそろりと急いでまいる～
- 2015年06月25日 - 「刹那と永劫」